# Resolution 8 des UN-Sicherheitsrates
Die Resolution 8 des UN-Sicherheitsrates ist eine Resolution, die der Sicherheitsrat der Vereinten Nationen in der 57. Sitzung am  29. August 1946 mit zehn Stimmen beschloss. Australien enthielt sich. Sie beschäftigte sich mit der Aufnahme der Volksrepublik Albanien, der Mongolischen Volksrepublik, Afghanistans, Jordaniens, Irlands, Portugals, Islands, Siams (dem heutigen Thailand) und Schwedens als Mitglieder in die Vereinten Nationen.

## Verlauf
Siam, das seinen Aufnahmeantrag am 3. August 1946 gestellt hatte, bat den Sicherheitsrat am 28. August, einen Tag vor Verabschiedung der Resolution 8, die Beratungen zu ihrem Aufnahmeverfahren ruhen zu lassen. Es sollte das Ergebnis von Verhandlungen mit dem ständigen Sicherheitsratsmitglied Frankreich zu territorialen Streitigkeiten infolge des Indochinakrieges abgewartet werden.
Der Sicherheitsrat stimmte über jeden Aufnahmeantrag einzeln ab. Aufgrund der negativen Stimmen von ständigen Sicherheitsratsmitgliedern wurde den Anträgen der Volksrepublik Albanien, der Mongolischen Volksrepublik, Jordaniens, Irlands und Portugals nicht entsprochen.

## Inhalt
Der Sicherheitsrat gab bekannt, dass er den Antrag der Volksrepublik Albanien, der Mongolischen Volksrepublik, Afghanistans, Jordaniens, Irlands, Portugals, Islands, Siams und Schwedens auf Mitgliedschaft in den Vereinten Nationen erhalten und geprüft hat. 
Er empfahl der UN-Generalversammlung einer Aufnahme Afghanistans, Islands und Schwedens zuzustimmen.

## Beitritte
Afghanistan, Island und Schweden traten den Vereinten Nationen am 19. November 1946 bei.
Im November schlossen Frankreich und Siam die Verhandlungen positiv ab. In der Folge empfahl der Sicherheitsrat die Aufnahme Siams in der Resolution 13 am 12. Dezember desselben Jahres.